# Vunasti majmuni
Vunasti majmuni (lat. Lagothrix) su rod majmuna Novog svijeta iz porodice hvataša. Sastavljen je od četiri vrste koje su rasprostranjene u prašumama Južne Amerike. Imaju prehenzilni rep, te žive u velikim društvenim skupinama. 
Jedna vrsta koja je nekoć pripadala ovom rodu, žutorepi vunasti majmun je 2001. premještena u zaseban rod Oreonax

## Opis
To su veliki mišićavi majmuni s uvijenim repom. Mužjaci su dugi 49.8 cm, a ženke 49.2 cm. Prosjek mase mužjaka iznosi 7.28 kg, a ženke su teške 7.02 kg. Prema tome, oni su među najtežim majmunima u svojoj skupini. Kao što im i ime govori, krzno im je poprilično gusto i vunasto. Mužjaci i ženke su jednako obojeni, dakle spolni dimorfizam je izražen isključivo tjelesnom masom i duljinom. Boja ovih majmuna može biti različita: tamnosmeđa, crvenosmeđa, siva ili maslinasta. Životni vijek im je oko 30 godina.

## Način života
Svoj dugi uvijeni rep vunasti majmuni koriste za pokretanje. Glavna uloga mu je pružanje potpore pri penjanju. Takav rep se razvio jer oni najčešće vrijeme provode na drvetu, rijetko su na tlu. Najčešći prirodni neprijatelji su im nekoliko vrsta orlova i mačaka kao što su ocelot i jaguar. Žive u skupinama sastavljenim od 10 do 45 jedinki, ali u potragu za hranom dijele se u manje skupinama od 2 do 6 jedinki koje idu na različita stabla tražiti hranu. Ishrana im se uglavnom sastoji od plodova, ali i listova, cvjetova, sjemenki i beskralježnjaka.

## Vrste
- Smeđi vunasti majmun, Lagothrix lagotricha
- Sivi vunasti majmun, Lagothrix cana
  - Lagothrix cana cana
  - Lagothrix cana tschudii
- Kolumbijski vunasti majmun, Lagothrix lugens
- Srebrnasti vunasti majmun, Lagothrix poeppigii